# Stefano Simiz
Stefano Simiz est un historien français spécialisé en histoire religieuse, particulièrement des confréries et prédications notamment de la première modernité (1500-1650).
Professeur à l'Université Nancy-II et directeur du Centre de recherche universitaire lorrain d'histoire (CRULH), il est spécialiste d'histoire moderne.

## Biographie
Sa thèse de doctorat en Histoire en 1999 sous la direction de Louis Châtellier sur Le rôle des confréries dans la dévotion des villes épiscopales de Champagne (Reims, Châlons, Troyes) vers 1450 - vers 1830 à Nancy 2. Elle a été publiée sous le titre Confréries urbaines et dévotion en Champagne : 1450-1830 aux Presses universitaires du Septentrion.
Il soutient son HDR en 2010 à l’Université Nancy-II sur La ville moderne entre identité civique et identité religieuse, France de l’Est, XVIe – XVIIIe siècles. Le mémoire inédit portait sur Prédication et prédicateurs dans les capitales de Champagne et de Lorraine, vers 1550–vers 1790. Une partie de ce travail a été éditée en 2015.
Il est agrégé d'Histoire en 1990, maître de conférences en Histoire Moderne à l’Université Nancy-II et membre du Centre d’études champenoises de l’Université de Reims-Champagne-Ardenne.
Entre 2011 et 2014, il est membre du Comité Scientifique de Renaissance Nancy.
Il est actuellement directeur du Centre de recherche universitaire lorrain d'histoire (CRULH) à la suite d'Olivier Dard, ayant d'abord été directeur adjoint en 2015, puis directeur en 2017.

## Axes de recherche
- Confréries en Champagne
- Prédication (prêche) catholique et protestante

## Publications

### Ouvrages
- Le rôle des confréries dans la dévotion des villes épiscopales de Champagne (Reims-Châlons-Troyes), Lille, ANRT, 1999
- Confréries urbaines et dévotion en Champagne (1450-1830), Villeneuve-d'Ascq, Presses universitaires du Septentrion, 2002, 411 p.
- La parole publique en ville : des Réformes à la Révolution, actes du colloque européen de Nancy 2011, Villeneuve d’Ascq, Presses universitaires du Septentrion, 2012, 280 p.
- Prédication et prédicateurs en ville, XVIIe et XVIIIe siècles, Villeneuve d’Ascq, Presses universitaires du Septentrion, 2015, 352 p. Extraits

### Direction d'ouvrages
- avec Philippe Martin (dir.), L’empreinte de la guerre. De la Grèce classique à la Tchétchénie, actes du colloque de l’Association Interuniversitaire de l’Est à Nancy 2005, Paris, Lavauzelle, 2006, 560 p.
- avec Laurent Jalabert (dir.), Charles III, Prince et souverain de la Renaissance, 1545-1608, Nancy, Annales de l’Est, 2013, 205 p.

### Éditeur scientifique
- avec Jérôme Buridant, Le Journalier de Jean Pussot, maître charpentier rémois, 1568-1626, (édition critique du texte manuscrit de la B.M. de Reims), Villeneuve d’Ascq, Presses universitaires du Septentrion, collection « mémoires et témoignages », Villeneuve d’Ascq, Presses universitaires du Septentrion, 2008, 290 p.

### Articles
- « Récollets, évêques et cités dans le diocèse de Châlons-en-Champagne au xviie siècle », Caroline Galland et al., Les récollets : En quête d’une identité franciscaine, Tours, Presses universitaires François-Rabelais, 2014, p. 73-84. Extrait
- avec Laurent Jalabert, « Avant-propos », dans Laurent Jalabert et Stefano Simiz, Le soldat face au clerc : Armée et religion en Europe occidentale (xve-xixe siècle), Rennes, Presses universitaires de Rennes, 2016, p. 7-8. en ligne
- avec Laurent Jalabert, « Introduction : Un sujet à la croisée de deux champs historiographiques », dans Laurent Jalabert et Stefano Simiz, Le soldat face au clerc : Armée et religion en Europe occidentale (xve-xixe siècle), Rennes, Presses universitaires de Rennes, 2016, p. 9-16. en ligne
- « Prêcher aux militaires : les sermons de l’abbé Demaugre vers 1775 », dans Laurent Jalabert et Stefano Simiz, Le soldat face au clerc : Armée et religion en Europe occidentale (xve-xixe siècle), Rennes, Presses universitaires de Rennes, 2016, p. 179-190. en ligne
- « Entre contact et confrontation : La prédication chrétienne aux xvie et xviie siècles » dans Julien Léonard, Prêtres et pasteurs : Les clergés à l’ère des divisions confessionnelles (xvie-xviie siècles), Rennes, Presses universitaires de Rennes, 2016, p. 155-169. en ligne
- « Les antiprotestantismes lorrains aux XVIe et XVIIe siècles », Laurent Jalabert et Julien Léonard, Les protestantismes en Lorraine (XVIe – XXIe siècle), Villeneuve d'Ascq, Presses universitaires du Septentrion, 2019, p. 331-350. Extrait

- Pour la liste complète des articles de Stefano Simiz, voir : Publications de Stefano Simiz

### Traducteur
- Paola Vismara, L'Église et l'argent à l'époque moderne, [Lyon], Laboratoire de recherche historique Rhône-Alpes, collection « Chrétiens et sociétés. Documents et mémoires », 2019, 276 p.